# Pull up rezistor

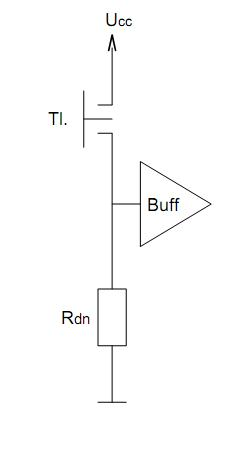
Připojení pull down rezistoru

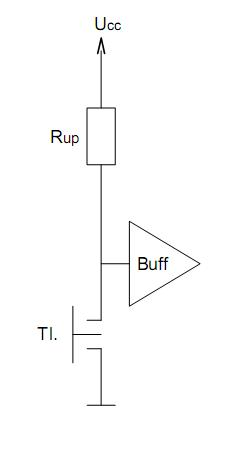
Připojení pull up rezistoru

Pull up nebo pull down rezistor je v elektronice rezistor v logickém obvodu, který na vodiči určuje logickou hodnotu v době, kdy zde není přiveden signál. Pull up je připojený ke kladnému pólu zdroje a udržuje hodnotu 1 (high), pull down je připojený k zápornému pólu (zemi) a udržuje logickou 0 (low). Používá se v případě nezapojeného vstupu, vstupu, k němuž je připojena vysoká impedance, nebo výstupu s otevřeným kolektorem.
V těchto případech by bez použití rezistoru byla na vodiči náhodná hodnota určovaná vnějšími faktory (elektromagnetickým polem). Rezistor se připojuje k opačnému pólu než je zdroj signálu (ve schématu na obrázcích je zdrojem signálu tlačítko Tl.). Odpor rezistoru se volí dostatečně vysoký, aby protékající elektrický proud byl malý a nezvyšoval spotřebu zařízení. 
Pull up rezistor se typicky používá na sběrnicích.